# Kia Cerato
Kia Cerato (uden for Europa kaldet Kia Spectra), er en lille mellemklassebil den sydkoreanske Kia-koncern.
Den afløste Kia Shuma i 2004, og blev i 2008 afløst af Kia cee'd.
Den findes som 4-dørs sedan og 5-dørs hatchback, og med 2 benzin- og 3 dieselmotorer, og placerer sig størrelsesmæssigt mellem minibilen Kia Rio og den store mellemklassebil Kia Magentis.

## Motorer[1]
| Model         | Konfiguration            | Slagvolume       | Effekt                       | Moment              | 0-100 km/t    | Topfart       |
| Benzinmotorer | Benzinmotorer            | Benzinmotorer    | Benzinmotorer                | Benzinmotorer       | Benzinmotorer | Benzinmotorer |
| ------------- | ------------------------ | ---------------- | ---------------------------- | ------------------- | ------------- | ------------- |
| 1.6           | 4 cylindre i række - 16V | 1,6 L (1599 cm³) | 77 kW (105 hk) ved 5800/min  | 142 Nm ved 4500/min | 11,0 sek.     | 187 km/t      |
| 2.0           | 4 cylindre i række - 16V | 2 L (1975 cm³)   | 105 kW (143 hk) ved 6000/min | 186 Nm ved 4500/min | 9,0 sek.      | 208 km/t      |
| Dieselmotorer |                          |                  |                              |                     |               |               |
| 1.5 CRDi      | 4 cylindre i række – 16V | 1,5 L (1493 cm³) | 72 kW (98 hk) ved 4000/min   | 235 Nm ved 2000/min | 12,5 sek.     | 175 km/t      |
| 1.6 CRDi      | 4 cylindre i række – 16V | 1,6 L (1582 cm³) | 85 kW (116 hk) ved 4000/min  | 235 Nm ved 2000/min |               | 186 km/t      |
| 2.0 CRDi      | 4 cylindre i række – 16V | 2 L (1991 cm³)   | 82 kW (111 hk) ved 4000/min  | 245 Nm ved 2000/min | 11,5 sek.     | 190 km/t      |